# Conjuració de Catilina
|  | Aquest article tracta sobre la Conspiració. Vegeu-ne altres significats a «De catilinae coniuratione». |

La conjuració de Catilina va ser una conspiració política organitzada per Luci Sergi Catilina per aconseguir el poder a la República Romana amb el suport de les classes baixes, esclaus i descontents, durant el consolat de Marc Tul·li Ciceró i Gai Antoni Híbrida l'any 63 aC.

## Precedents
Catilina es va presentar sense èxit al les eleccions de cònsol diverses vegades sense cap èxit, i va veure que era quasi impossible aspirar a algun càrrec polític. Només va veure possibilitats de tenir el poder si encapçalava una conjura. Va convocar una primera reunió l'any 64 aC, quan eren cònsols Luci Juli Cèsar i Gai Marci Fígul, segons diu Sal·lusti.

## Desenvolupament
Sense recolzament polític, Catilina va aconseguir de mobilitzar un important nombre d'homes de les classes senatorial i eqüestre que estaven descontents de les polítiques que seguia el senat, i va promoure diverses resolucions per condonar els deutes. Amb això també va aconseguir unir a molts pobres a la seva idea. Va enviar a Gai Mal·li, que havia estat centurió, a Etrúria, amb l'ordre de reclutar un exèrcit, cosa que va aconseguir, especialment entre els veterans de Sul·la. Altres militars van anar per ordre seva a diverses parts d'Itàlia a prendre posicions, i va organitzar una petita rebel·lió d'esclaus a Càpua, mentre els pagesos mostraven també les seves protestes. Catilina va fer els preparatius finals per aixecar una revolta a Roma, que havia de ser simultània amb les de la resta del territori. S'havia d'iniciar amb una matança de senadors i amb diversos incendis a la ciutat, i després els sublevats s'havien d'unir amb l'exèrcit d'Etrúria. A la conquesta de la ciutat, Catilina havia de ser proclamat cònsol i dictador, i iniciar un programa de reforma social. Gai Corneli i Luci Vargunteu tenien l'ordre de matar al cònsol Ciceró quan despuntés el dia 7 de novembre de l'any 63 aC, però el seu pla va ser descobert per la informació que Fúlvia va confiar al mateix Ciceró.
Se sap que alguns polítics, com ara Marc Licini Cras i Juli Cèsar estaven al corrent de la conjuració, però no li van fer costat perquè la van considerar massa radical i impossible de dur a terme. Ciceró va conèixer els fets abans que s'iniciés la revolta, perquè el senador Quint Curi els va explicar a Fúlvia, la seva amant, que va anar a explicar-ho ràpidament al cònsol. Aquesta dona es va convertir en un dels informadors principals, i Ciceró va poder escapar d'una mort segura.
Immediatament Ciceró va denunciar Catilina davant del senat amb el primer dels seus discursos coneguts com les Catilinàries. D'aquest discurs n'és una de les seves frases més famoses:
| «                                                  | Quo usque tandem abutere, Catilina, patientia nostra? quam diu etiam furor iste tuus nos eludet? quem ad finem sese effrenata iactabit audacia? | » |
| — Marc Tul·li Ciceró, In L. Catilinam Oratio Prima | |   |

(Traducció: Fins quan, Catilina, arribaràs a abusar de la nostra paciència? Quan de temps encara es burlarà de nosaltres aquesta teva bogeria? Fins a quin límit es llançarà la teva desenfrenada audàcia?
)
Es diu que Catilina va tenir una reacció indignada, i va dir que si acabaven amb ell ho haurien de fer entremig de la destrucció general. Catilina va fugir i es va amagar a casa seva, i a la nit del 22 d'octubre del 63 aC, amb l'excusa de que marxava a un exili voluntari cap a Massàlia, va poder fugir de Roma i agafar el comandament de l'exèrcit rebel a Etrúria. Mentre preparava l'exèrcit i els conspiradors seguien amb els seus plans, es va saber que hi havia a Roma una delegació dels al·lòbroges que buscava justícia contra l'opressió del seu governador. Publi Corneli Lèntul Sura, que era a Roma, va atreure a casa seva a aquesta delegació, i els va demanar que quan esclatés la revolta, els al·lòbroges travessessin els Alps i s'unissin als sublevats. Corneli Lèntul contava amb Publi Umbrè, un personatge conegut dels gals perquè havia fet amb ells diversos negocis, i amb Publi Gabini Capitó, un dels caps de la conspiració de rang eqüestre. Umbrè va anar explicant els avantatges de la revolta i va descriure tots els noms dels conspiradors, les dates en què havien d'intervenir, els plans i els llocs d'actuació, i per adobar-ho bé, la coneguda explicació de què els àugurs havien dit que Publi Corneli Lèntul seria el tercer Corneli que governés Roma. Els gals, amb aquesta informació, van anar a veure Ciceró i li van explicar. Ciceró va dissenyar un pla per tenir proves escrites de la conjura. Cinc dels caps conspirador van escriure cartes als al·lòbroges perquè els delegats mostressin al seu poble la veracitat de la revolta i l'esperança d'èxit, però es van interceptar aquestes cartes quan els correus les portaven cap a la Gàl·lia, al Ponte Milvio. Ciceró les va llegir davant del senat, on va sol·licitar la pena de mort per tots els implicats, que va aplicar immediatament sobre els cinc conspiradors, que havia empresonat, a la Presó Mamertina i sense judici previ.
Catilina, a qui havien declarat hostis ('enemic públic') des del 15 de novembre, quan va saber els fets, va marxar cap a la Gàl·lia amb el seu exèrcit poc equipat, però va tornar cap a Roma amagant-se diverses vegades per tal d'evitar el combat. Inevitablement va haver de lluitar i va buscar un enfrontament amb el cònsol Gai Antoni Híbrida prop de Pistoia, amb l'esperança de guanyar la batalla i així desanimar la resta d'exèrcits oponents. Catilina va lluitar amb valentia, però al veure que no podia guanyar es va llançar tot sol contra l'avantguarda enemiga, on va morir. Li van tallar vel cap, que es va portar a Roma per mostrar que el conspirador havia mort. Híbrida, que possiblement havia format part de la conspiració, va al·legar malaltia per no combatre en aquesta batalla final.

## Conspiradors[a]
Els principals implicats van ser:
- Luci Sergi Catilina
- Publi Autroni Pet
- Gai Corneli Ceteg
- Publi Corneli Lèntul Sura
- Publi Corneli Sul·la
- Marc Fulvi Nobílior
- Luci Estacili
- Gai Corneli
- Publi Gabini Capitó
- Tit Volturci